# Галицька міська територіальна громада
Галицька міська громада — територіальна громада в Україні, в Івано-Франківському районі Івано-Франківської області. Адміністративний центр — місто Галич

## Населені пункти
До складу громади входять 1 місто Галич та 25 сіл Блюдники, Бринь, Височанка, Вікторів, Ганнівці, Демешківці, Дорогів, Залуква, Козина, Колодіїв, Комарів, Крилос, Курипів, Мединя, Німшин, Острів, Перлівці, Поплавники, Придністров'я, Пукасівці, Сапогів, Сокіл, Суботів, Темирівці та Шевченкове.

## Старостинські округи
- Бринський
- Блюдниківський
- Вікторівський
- Височанківський
- Демешківський
- Дорогівський
- Залуквянський
- Крилосівський
- Козинський
- Комарівський
- Мединський
- Сапогівський[2]